# Charles Lewinsky
Charles Lewinsky (Zürich, 14 april 1946) is een Zwitsers schrijver van literaire romans, toneelstukken, televisieseries, hoorspelen en liederen.  

## Leven
Lewinsky is van Joodse herkomst. Hij studeerde germanistiek en theaterwetenschappen in Zürich en Berlijn. Tot 1980 werkte hij veel voor het theater, als dramaturg en regisseur. Daarna legde hij zich vooral toe op het schrijverschap, aanvankelijk vooral ook voor het theater. Later maakte hij ook televisieshows en schreef hoorspelen, scripts voor diverse televisieseries, draaiboeken voor films en zo'n zevenhonderd songteksten. Eind jaren negentig begon hij ook literaire romans te schrijven.
Lewinsky woont en werkt tegenwoordig afwisselend in het Franse Vereux en in Zürich. Hij is getrouwd met Ruth Halpern, die eveneens schrijfster is.

## Werk en waardering
Lewinsky toont zich in zijn literaire romans vooral een groot verteller, met veel verbeeldingskracht. Hij wordt ook geroemd om zijn indringende sobere stijl, die een soort van contrast vormt met de vaak bijzonder dramatische gebeurtenissen in zijn werk. In 2001 ontving hij de Schillerpreis der Zürcher Kantonalbank voor zijn roman Johannistag. Zijn internationale doorbraak kwam in 2006 met het lijvige epos Het lot van de familie Meijer (Melnitz, 2006). De roman bereikte hoge oplagen, met name in Duitsland, maar ook in Nederland en Frankrijk, waar het boek in 2008 werd onderscheiden met de Prix du Meilleur livre étranger (voor de best vertaalde buitenlandse roman in het Frans). Zijn roman Terugkeer ongewenst (Gerron, 2011), over de Joods-Duitse acteur en filmregisseur Kurt Gerron, werd eveneens lovend ontvangen door de internationale literaire kritiek en genomineerd voor de Schweizer Buchpreis en de Deutscher Buchpreis. In 2016 verscheen zijn roman Andersen, eveneens genomineerd voor de Schweizer Buchpreis.

## Werk

#### Boeken
- met Doris Morf: Hitler auf dem Rütli. Unionsverlag, Zürich 1984.
- Galaktische Gartenzwerge. Unionsverlag, Zürich 1985.
- Mattscheibe. Haffmans, Zürich 1991.
- Der A-Quotient. Theorie und Praxis des Lebens mit Arschlöchern. Haffmans, Zürich 1994.
- Schuster! Roman einer Talkshow. Haffmans, Zürich 1997.
- Der Teufel in der Weihnachtsnacht. Haffmans, Zürich 1997.
- Johannistag. Kriminalroman. Haffmans, Zürich 2000. (Nederlands: De verborgen geschiedenis van Courtillon).
- Ein ganz gewöhnlicher Jude. Rotbuch, Hamburg 2005.
- Melnitz. Nagel & Kimche, Zürich 2006. (Nederlands: Het lot van de familie Meijer).
- met Jacob Stickelberger: Gipfelkonferänz. Monatslieder. Nagel & Kimche, Zürich 2007.
- Einmal Erde und zurück. Der Besuch des alten Kindes. Atlantis, Zürich 2007.
- Zehnundeine Nacht. Verhalen. Nagel & Kimche, Zürich 2008. (Nederlands: Tien-en-een-nacht).
- Doppelpass. Ein Fortsetzungsroman. Nagel & Kimche, Zürich 2009.
- met Andreas Gefe: Zwei mal zwei. Strip. Edition Moderne, Zürich 2011.
- Gerron. Roman. Nagel & Kimche, Zürich 2011. (Nederlands: Terugkeer ongewenst).
- Falscher Mao, echter Goethe. 48 Glossen über Bücher und Büchermacher. NZZ Libro, Zürich 2012.
- "Schweizen." Nagel & Kimche, München 2013.
- Kastelau. Nagel & Kimche, Zürich 2014. (Nederlands: Alleen maar helden)
- Andersen. Roman. Nagel & Kimche im Carl Hanser Verlag, München 2016 (Nederlands: Andersen)
- Der Wille des Volkes. Nagel & Kimche, München 2017
- Der Stotterer. Diogenes, Zürich 2019 (Nederlands: De Stotteraar)
- Der Halbbart. Diogenes, Zürich 2020
- Sind Sie das? Eine Spurensuche (autobiografisch). Diogenes, Zürich 2021
- Sein Sohn. Diogenes, Zürich 2022

#### Theater
- Plausch in Züri. Cabaret-Revue met Hans Gmür. UA: 1983
- Drei Männer im Schnee (naar Erich Kästner). UA: 1984
- Potztuusig! Zweituusig! Cabaret-Revue met Hans Gmür. UA: 1985
- Der gute Doktor Guillotin. UA: Zürich 1992
- Ganz e feini Familie. UA: Basel 2000
- Freunde, das Leben ist lebenswert. UA: Karlsruhe, 2001
- Deep. Musical. (Musik: Markus Schönholzer) UA: Zürich 2002
- Welt im Spiegel (naar teksten van Robert Gernhardt). UA: Winterthur 2002
- Fremdi Fötzel. UA: Basel 2003
- Abdankung (met Patrick Frey). UA: Winterthur 2004
- Heimat, Sweet Heimat. UA: Wien 2006
- Tie Break. UA: Winterthur 2009
- Ein ganz gewöhnlicher Jude.
- Ein Heimspiel. UA: Stuttgart 2010
- Diskretion Ehrensache

#### TV
- Fascht e Familie, Sitcom, SF 1994–1999
- Fertig Lustig, Sitcom, SF 2000–2002
- Die fabelhaften Schwestern, ZDF 2001
- Das geheime Leben meiner Freundin, ZDF 2005
- Ein ganz gewöhnlicher Jude, ARD 2005
- Die Sonnenuhr, ZDF 2005
- Einsatz in Hamburg: Mord nach Mitternacht, ZDF 2007

#### Musicals
- Deep (muziek: Markus Schönholzer). UA: Zürich 2002
- Gotthelf – Das Musical, 2011